# Anenii Noi
Anenii Noi – miasto w południowo-wschodniej Mołdawii, siedziba rejonu Anenii Noi. W 2014 roku liczyło 10 872 mieszkańców.